# Kyō no go no ni
Kyō no go no ni (今日の5の2, Aujourd'hui en classe 5-2) est un manga adapté en une série anime de 4 OAVs humoristiques en 2005. Il raconte les déboires d'un jeune garçon, Sato Ryota, gaffeur de 5e année de primaire (l'équivalent du CM2, en France) se retrouvant dans des situations embarrassantes ou ridicules avec ses jeunes camarades féminines qui se découvrent filles, situations souvent suggestives pour le public, mais dont les jeunes protagonistes ne saisissent jamais l'ambiguïté.

## Manga
- Mangaka: Koharu Sakuraba
- Publié par Kōdansha, un seul volume tankōbon, paru le 6 novembre 2003
- Prépublié dans Bessatsu Young Magazine (revue seinen).

## OAVs
- Réalisateur: Makoto Sokuza
- Character designer: Tadashi Kojima

Il était initialement prévu cinq OAV, mais finalement seulement quatre ont été diffusées.

### Liste des épisodes
Les épisodes sont non titrés et numéroté en tant que "trimestres scolaires" (学期, gakki). Chaque épisode est ensuite décomposé en "heures" (5).
| N.    | Titre français (litt.)                                                             | Titre japonais                                                                                 | Titre rōmaji                                   | Titre francophone officiel |
| ----- | ---------------------------------------------------------------------------------- | ---------------------------------------------------------------------------------------------- | ---------------------------------------------- | -------------------------- |
| 1学期 | Trémoussement Clavicules Invaincue Cadran Attaque surprise                         | 1時間目:グラグラ 2時間目:サコツ 3時間目:マケナシ 4時間目:メモリ 5時間目:ダマシウチ             | gura gura sakotsu makenashi memori damashiuchi |                            |
| 2学期 | Super balle Se changer Cahier d'observations Visage souriant Invitation1           | 1時間目:スーパーボール 2時間目:キセカエ 3時間目:カンサツニッキ 4時間目:エガオ 5時間目:オサソイ | sūpābōru kisekae kansatsunikki egao o-sasoi1   |                            |
| 3学期 | Bibliothèque Surprise doux et sucré Soulever La patte du chat                      | 1時間目:トショシツ 2時間目:ヌキウチ 3時間目:アマアマ 4時間目:メクリ 5時間目:ネコノテ           | Toshoshitsu Nukiuchi Amaama Mekuri Neko no Te  |                            |
| 4学期 | Accusation mensongère Comparer les tailles Tripode Promis juré (1) Promis juré (2) | 1時間目: 2時間目: 3時間目: 4時間目: 5時間目:                                                   |                                                |                            |

1: il y a un jeu de mots. En effet, sasoi signifie également "tentation".

### OST
- Composition: Funta
- Chant:
  - Mai Kadowaki
  - Mamiko Noto
  - Mikako Takahashi

#### Baby Love (Opening)
- Arrangement: Funta
- Parole: Shōko Fujibayashi

#### Yakusoku (Ending)
- Titre traduit: "Promesse"
- Arrangement: Teruyuki Nobuchika
- Parole: Funta

### Seiyuus
- Hōko Kuwashima: Ryota Sato
- Mai Kadowaki: Chika Koizumi
- Kana Ueda: Megumi Hinata
- Mamiko Noto: Kazumi Aihara
- Maria Yamamoto: Natsumi Hirakawa
- Mikako Takahashi: Yūki Asano
- Minori Chihara: Tsubasa Kawai
- Nobuyuki Hiyama: Tamura-sensei
- Yū Asakawa: Koji Imai